# مؤسسه عالی آموزش و پژوهش مدیریت و برنامه‌ریزی
مؤسسه عالی آموزش و پژوهش مدیریت و برنامه‌ریزی (Institute for management and planning studies) یکی از مؤسسات آموزش عالی در ایران است که زیر نظر سازمان برنامه و بودجه کشور فعالیت می‌کند و از ادغام «مرکز آموزش مدیریت دولتی» و «مؤسسه عالی پژوهش در برنامه‌ریزی و توسعه» تشکیل شده‌است.
این مؤسسه که در ابتدا «مؤسسه عالی پژوهش در برنامه‌ریزی و توسعه» نام داشت توسط گروهی شامل سید محمد طبیبیان و علینقی مشایخی در ۱۳۶۸ زیر نظر سازمان برنامه و بودجه کشور و با هدف ترتیب نیروی انسانی جهت سیاستگذاری اقتصادی بنا نهاده شد. در سال ۱۳۸۱ «مرکز آموزش مدیریت دولتی» با این مؤسسه ادغام شد و نام آن به «مؤسسه عالی آموزش و پژوهش مدیریت و برنامه‌ریزی» تغییر یافت. 
در زمان دولت محمود احمدی‌نژاد این مؤسسه به زیرمجموعه نهاد ریاست‌جمهوری منتقل شد. این مؤسسه در طول حیات خود فراز و نشیب‌های زیادی را به خود دیده است و افرادی از طیف‌های مختلف سیاسی در آن فعالیت داشته‌اند. ریاست مؤسسه متناسب با گرایش سیاسی دولت همواره دستخوش تغییر بوده است و از بین رؤسای آن می‌توان به  عادل آذر، علینقی مشایخی، حسین راغفر، مسعود نیلی، حسین عظیمی آرانی، محمدشریف ملک‌زاده، محمد نهاوندیان، محسن نجفی‌خواه، غلامحسین رضوانی، احمد شعبانی کلیشمی و غلامعلی فرجادی اشاره کرد.

## رئیسان
رئیس مؤسسه عالی پژوهش در برنامه‌ریزی و توسعه
- علینقی مشایخی (۱۳۷۴–۱۳۶۸)
- سید محمد طبیبیان (۱۳۷۶–۱۳۷۴)
- مسعود روغنی زنجانی (۱۳۷۹–۱۳۷۶)
- غلامعلی فرجادی (۱۳۸۱–۱۳۷۹). ادغام با مرکز آموزش مدیریت دولتی

رئیس مؤسسه عالی آموزش و پژوهش مدیریت و برنامه‌ریزی
- حسین عظیمی آرانی (۱۳۸۲–۱۳۸۱)
- حسین راغفر (۱۳۸۳–۱۳۸۲)
- سید منصور خلیلی عراقی (۱۳۸۶–۱۳۸۳)
- احمد شعبانی کلیشمی (۱۳۸۶)
- غلامحسین رضوانی (۱۳۸۷–۱۳۸۶)
- نسرین سلطان‌خواه (۱۳۸۸–۱۳۸۷)
- محسن نجفی‌خواه (۱۳۹۱–؟)
- محمدشریف ملک‌زاده (۱۳۹۲–۱۳۹۱)
- مسعود نیلی (۱۳۹۷–۱۳۹۲)
- محمد نهاوندیان (۱۴۰۰–۱۳۹۷)[۴]
- عادل آذر (۱۴۰۱–۱۴۰۰)
- علی اوتارخانی (۱۴۰۲–۱۴۰۱)[۵]
- محمدهادی زاهدی‌وفا (۱۴۰۳–۱۴۰۲)[۶]
- علی اوتارخانی (اکنون–۱۴۰۳)